# 9411 Hitomiyamoto
9411 Hitomiyamoto eller 1995 CF är en asteroid i huvudbältet som upptäcktes den 1 februari 1995 av den japanska astronomen Takao Kobayashi vid Ōizumi-observatoriet. Den är uppkallad efter forskaren Hitomi Miyamoto.
Asteroiden har en diameter på ungefär 11 kilometer och den tillhör asteroidgruppen Hygiea.